# Plan B (musicien)
Pour les articles homonymes, voir Plan B (homonymie), Ballance (homonymie) et Drew.
Plan B, de son vrai nom Benjamin Drew (né le 22 octobre 1983 à Londres, dans le quartier de Forest Gate, Newham), est un chanteur et acteur britannique. Plus secondairement, il est également scénariste et réalisateur.
Il est notamment célèbre pour son morceau She Said (en).

## Biographie

### Enfance et débuts
Benjamin Paul Ballance Drew naît le 22 octobre 1983 à Londres, dans le quartier de Forest Gate (Newham).
En 2006, Plan B sort son premier album Who Needs Actions When You Got Words qui est acclamé par la critique. Issue de cet album, la chanson She Said (en) devient son plus grand succès.

### Acteur et publicités
Ben Drew joue en tant qu'acteur dans Adulthood (en), dans Harry Brown et The Sweeney. Il endosse également le rôle d'acteur-réalisateur pour le film The Defamation of Strickland Banks et produit l'album homonyme, son deuxième album studio. Cet album sort en avril 2010 et il se classe premier dans les charts britannique.
En juin 2011, Hewlett-Packard engage Plan B dans le cadre de sa campagne publicitaire pour ses ordinateurs portables Beats Audio,, en utilisant un court-métrage exclusif aux cinémas britanniques qui montrait Plan B avec son groupe dans un studio d'enregistrement, décomposant le morceau She Said, qui avait été un succès dans les classements britanniques un an plus tôt. Par la suite, dans son numéro du 24 juin, le magazine satirique britannique Private Eye fait référence à cette publicité dans sa rubrique Ad Nauseam, exprimant l'opinion du magazine selon laquelle l'implication de Plan B dans cette campagne semblait être en contradiction avec ses commentaires lors des Ivor Novello Awards concernant la promotion musicale, où il critique ce qui « ... doit se passer pour que votre musique soit diffusée auprès du grand public » (en référence à sa tournée aux États-Unis juste avant la remise des prix).
En juillet 2011, Bulmer's Cider annonce avoir engagé Plan B pour promouvoir leur produit, en diffusant une publicité mettant en scène une performance live de Plan B.
Il réalise également le film Ill Manors sorti en 2012. La sortie du film précède de plus d'un mois celle de son album homonyme dont six chansons sont extraites pour la bande originale.

### Heaven Before All Hell Breaks Loose
Le 18 mai 2017, Benjamin Drew sort son premier single en cinq ans, intitulé In the Name of Man, et annonce sur Twitter être en studio pour enregistrer un album. L'album, Heaven Before All Hell Breaks Loose, sort le 13 avril 2018. Il déclare dans une interview que cet album est moins orienté hip-hop que ses deux premiers albums « ... parce que j'ai l'impression de ne pas être honnête avec moi-même si je mène la grande vie et que j'essaie de rapper sur l'autre côté des choses ». Drew déclare qu'il avait pris une pause dans l'industrie musicale pour se concentrer sur son rôle de père, mais aussi pour renouer avec ses amis et sa famille dont il se sentait éloigné après la sortie de Ill Manors.

## Style musical
Son style musical est caractérisé par l'utilisation de la guitare acoustique. Les paroles de ses chansons ont pour thèmes drogue, viol, meurtre et sexe. Plan B est arrivé quatrième au concours Sound of 2006 organisé par la BBC. Ses paroles controversées accompagnées à la guitare lui valent le surnom de l'« Eminem anglais ». Son attachement à la culture et à la classe ouvrière l'en rapprochent également.

## Discographie

### Albums studio
- 2006  : Who Needs Actions When You Got Words (26 juin)
- 2010 : The Defamation of Strickland Banks (12 avril)
- 2012 : Ill Manors (23 juillet)
- 2018 : Heaven Before All Hell Breaks Loose (4 mai)

### EP
- 2006 : Live at the Pet Cemetery
- 2006 : Remixes
- 2007 : Time 4 Plan B

## Filmographie
Sauf indication contraire, les informations mentionnées dans cette section peuvent être confirmées par la base de données cinématographiques IMDb,  présente dans la section « Liens externes ».

### Acteur
Comme acteur, il est crédité selon les cas sous les noms de Ben Drew ou Plan B.
- 2008 : Adulthood (en) de Noel Clarke : Dabs
- 2009 : Harry Brow de Daniel Barber : Noel Winters
- 2012 : The Sweeney de Nick Love : le sergent George Carter
- 2012 : Ill Manors de lui-même : le chauffeur de taxi (non crédité)

### Réalisateur
- 2012 : Ill Manors

### Scénariste
- 2012 : Ill Manors de lui-même
- 2018 : Guess Again, clip de sa propre chanson, réalisé par Andrew Donoho